# Kuopion Palloseura
Kuopion Palloseura, známější pod zkratkou KuPS, je finský fotbalový klub z města Kuopio. V historické tabulce nejvyšší finské soutěže drží 4. místo (za HJK Helsinki, Haka Valkeakoski a TPS Turku). Drží finský rekord v nepřetržité účasti v 1. finské lize (1949–1992). Pětkrát ji vyhrál (1956, 1958, 1966, 1974, 1976), navíc pětkrát získal finský fotbalový pohár (1968, 1989, 2021, 2022, 2024).

## Výsledky v evropských pohárech

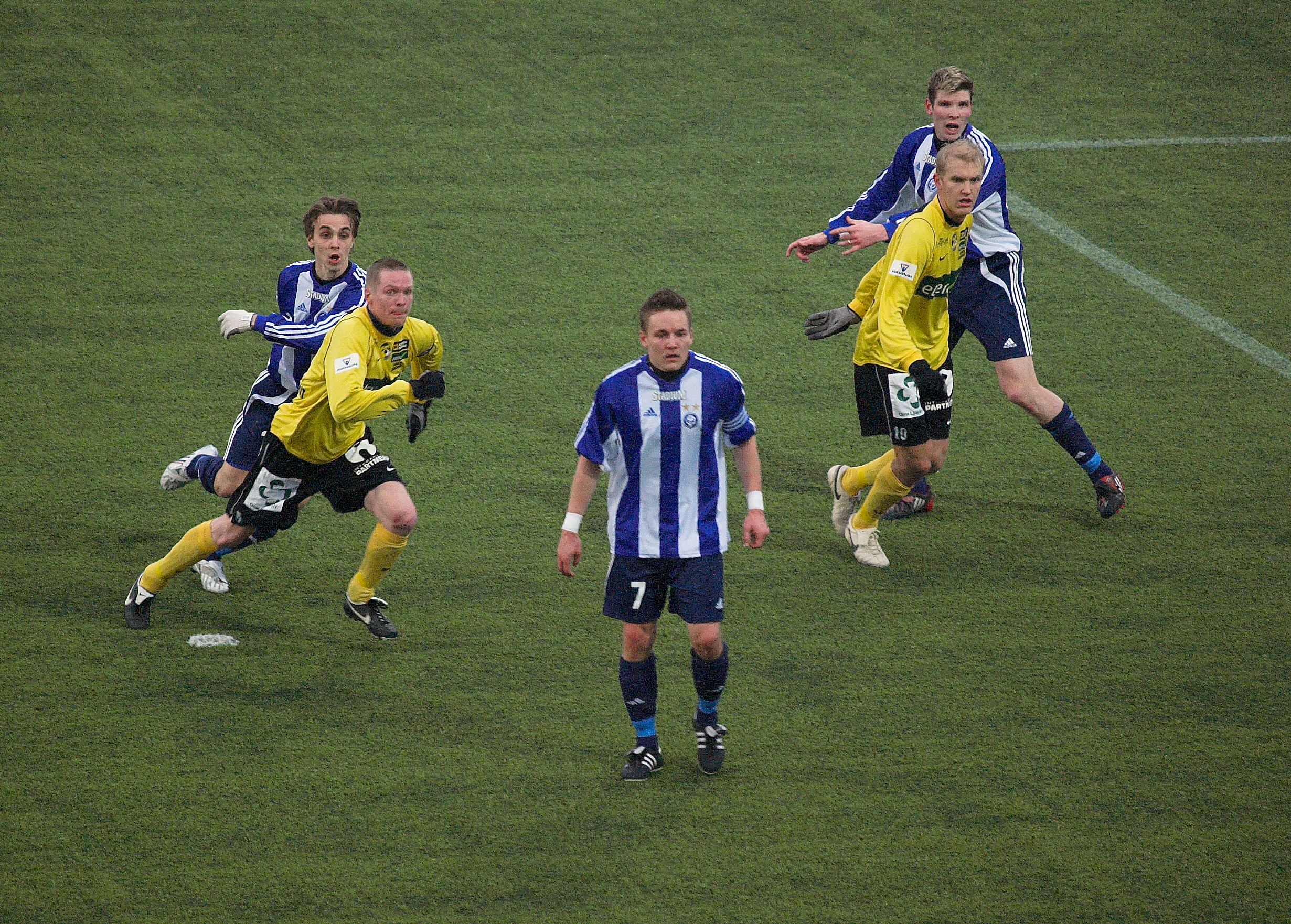
KuPS v tradičních žlutých dresech v souboji s tradičním rivalem HJK Helsinki

| Sezóna  | Soutěž | Kolo  |               | Soupeř               | Skóre       | Celkem |
| ------- | ------ | ----- | ------------- | -------------------- | ----------- | ------ |
| 1959–60 | PMEZ   | Př.   | Německo       | Eintracht Frankfurt  | KuPS vzdalo |        |
| 1967–68 | PMEZ   | Př.   | Francie       | AS Saint-Étienne     | 0–2, v 0–3  | 0–5    |
| 1969–70 | PVP    | 1.    | Portugalsko   | Académica de Coimbra | 0–1, v 0–0  | 0–1    |
| 1975–76 | PMEZ   | 1.    | Polsko        | Ruch Chorzów         | 0–5, v 2–2  | 2–7    |
| 1976–77 | UEFA   | 1.    | Švédsko       | Östers IF            | 3–2, v 0–2  | 3–4    |
| 1977–78 | PMEZ   | 1.    | Belgie        | Club Brugge          | 0–4, v 2–5  | 2–9    |
| 1978–79 | UEFA   | 1.    | Dánsko        | Boldklubben 1903     | 2–1, v 4–4  | 6–5    |
|         |        | 2.    | Dánsko        | Esbjerg fB           | 0–2, v 1–4  | 1–6    |
| 1980–81 | UEFA   | 1.    | Francie       | AS Saint-Étienne     | 0–7, v 0–7  | 0–14   |
| 1990–91 | PVP    | 1.    | Sovětský svaz | FC Dynamo Kyjev      | 2–2, v 0–4  | 2–6    |
| 2011–12 | EL     | 2.př. | Rumunsko      | CS Gaz Metan Mediaş  | 1–0, v 0–2  | 1–2    |